# Hołowiesk
Hołowiesk – część miasta Bielsk Podlaski położona w jego południowo-wschodniej części, do 1952 roku oddzielna miejscowość.
Według Powszechnego Spisu Ludności z 1921 roku folwark zamieszkiwało 142 osoby, 67 było wyznania rzymskokatolickiego, 56 prawosławnego a 19 mojżeszowego. Jednocześnie 63 mieszkańców zadeklarował polską przynależność narodową, 60 białoruską a 19 żydowską. W folwarku było 9 budynków mieszkalnych.
Do 1934 roku należał do gminy Orla w  powiecie bielskim w województwie białostockim. 16 października 1933 utworzono gromadę Hołowiesk w gminie Orla, składającą się z folwarku (majątku) Hołowiesk i kolonii Hołowiesk. 
1 stycznia 1934 do Bielska Podlaskiego włączono posesję o powierzchni 3,4904 ha, położoną na terenie majątku Hołowiesk (w gromadzie Hołowiesk), a należącą do Jakóba Wańczakowa Wańczak-Gireja.
20 kwietnia 1934 do Bielska Podlaskiego włączono folwark Hołowiesk (79,752 ha). W gromadzie pozostała sama kolonia Hołowiesk, i tak niekiedy gromadę odtąd nazywano Hołowiesk-Kolonia.
1 października 1934 gromadę Hołowiesk włączono do nowo utworzonej do gminy Bielsk.
1 lipca 1952 kolonię Hołowiesk włączono do Bielska Podlaskiego.